# Sikorsky S-97 Raider
Sikorsky S-97 Raider (Сикорский S-97) — разведывательный вертолёт американской компании Sikorsky Aircraft, построенный по соосной схеме с толкающим винтом в хвостовой части. Разработан на базе экспериментального вертолёта X2.
В перспективе S-97 может заменить в войсках разведывательные вертолёты OH-58D Kiowa Warrior.

Согласно проекту, кабина пилотов рассчитана на двух человек с посадкой бок о бок. Фюзеляж вертолёта будет выполнен из композиционных материалов, позволяющих снизить массу машины и её радиолокационную заметность.
Вертолёт S-97 Raider будет иметь пространство в кормовой части кабины для вооружения и вспомогательного топлива. В штурмовой конфигурации, транспортный отсек сможет вмещать до шести десантников. По сравнению с другими лёгкими военными вертолётами увеличилась манёвренность, выносливость и способность работать на больших высотах, как ожидается S-97, значительно уменьшит радиус поворота и уровень шума, при значительном увеличении полезной нагрузки.
Машина будет оснащаться различными типами вооружения и разведывательной аппаратуры для выполнения тактических миссий.
Максимальная скорость до 220 узлов (или 407 километров в час).
Сборка прототипов S-97 ведется Sikorsky с 2012 года.
Первый полёт S-97 состоялся 22 мая 2015 года в штате Флорида, США.

## Тактико-технические характеристики
Источник данных: 

Технические характеристики
- Экипаж: 0-2 пилота
- Пассажировместимость: 6 человек
- Длина: 11 метров
- Диаметр несущего винта: 10 метров
- Высота:
- Нормальная взлётная масса: 4 057 кг
- Максимальная взлётная масса: 4 990 кг
- Силовая установка: 1 ×  General Electric YT706[англ.]
- Мощность двигателей: 1 × 2600 л. с. (1 × 1900 КВт)
- Воздушный винт: 6-лопастной с переменным шагом, толкающий винт (диаметр 2,1 м)

Лётные характеристики
- Максимальная скорость: 444 км/ч
- Крейсерская скорость: 407 км/ч (с подвесным вооружением)
- Практическая дальность: 570 км
- Практический потолок: 3048 м